# Angelina Machado de Jesus

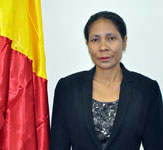
Angelina Machado de Jesus, vor 2020

Angelina Machado de Jesus (* 29. April 1967 in Maliana, Portugiesisch-Timor) ist eine Politikerin aus Osttimor und Mitglied der Partido Democrático (PD).
Jesus hat einen Master in Jura, im Fachbereich Regierungsarbeit inne.
Von 2012 bis 2017 war Jesus Abgeordnete im Nationalparlament Osttimors und hier Mitglied in der Kommission für Öffentliche Finanzen (Kommission C). Zuvor war sie Direktorin der Parlamentsverwaltung. Von 2012 bis 2016 war Jesus stellvertretende Sekretärin im Parlamentspräsidiums, wurde aber nach dem Ende der Koalition von CNRT und PD am 5. Mai vom Parlament abgewählt. Bei den Wahlen 2017 scheiterte Jesus auf Listenplatz 15 der PD und schied damit aus dem Parlament aus.
In der Partido Democrático war Jesus von 2007 bis 2011 Sekretärin der Rechtskommission. Von 2011 an war sie Präsidentin der Organização Mulher Democrático, der Frauenorganisation der Partei. Das Amt hat inzwischen Elvina Sousa Carvalho inne.